# Dhirubhai Ambani
Dhirajlal Hirachand Ambani (guzerate: ધીરુભાઈ અંબાણી), também conhecido como Dhirubhai, (28 de dezembro de 1932 - 6 de julho de 2002), foi um indiano bilionário magnata dos negócios que fundou a Reliance Industries, em Mumbai, com seu primo. Em 2007, a fortuna dos familiares (filhos Mukesh e Anil) foi de 60 bilhões de dólares, tornando a família Ambani é o segundo mais rico do mundo, atrás da família Walton. Dhirubhai tem sido uma escolha entre os bilionários da Forbes e também figurou na lista do Sunday Times de 50 empresários mais ricos da Ásia.
Dhirubhai começou como um trabalhador a tempo de pequeno porte com mercadores árabes na década de 1950 e se mudou para Mumbai, em 1958, para iniciar seu próprio negócio em especiarias. Após realização de lucros modestos, ele se mudou para os têxteis e abriu sua fábrica perto de Ahmedabad. Dhirubhai fundou Reliance Industries, em 1958. Depois que foi uma saga de expansões e sucessos.
Reliance, reconhecida como uma das empresas mais bem administradas do mundo tem vários setores, como petroquímica, têxtil e está envolvido na produção de petróleo e gás, produtos de polímeros e de poliéster. A empresa de refinaria em contas Jamnagar por mais de 25% da capacidade total de refino da Índia e suas instalações em Hajira INA é o maior complexo químico da Índia. A empresa tem mais diversificada em Telecom, Seguros e Empresas de Internet, do Setor Elétrico e assim por diante. Agora o grupo Reliance, com mais de 85.000 empregados oferece quase 5% da receita total do Governo Central.
Em 1986, após um ataque cardíaco, ele entregou o seu império para seus dois filhos, Mukesh e Anil. Seus filhos estão carregando a tradição de sucesso de seu pai.